# فیروزآباد (قوچان)
روستای فیروزآباد، روستایی از توابع بخش مرکزی شهرستان قوچان در استان خراسان رضوی ایران است.

## جمعیت
این روستا در دهستان قوچان عتیق قرار داشته و براساس سرشماری سال ۱۳۸۵جمعیت آن ۶۸۴ نفر (۱۶۰ خانوار) بوده است.